# Judd Hirsch
Judd Seymore Hirsch (Nueva York; 15 de marzo de 1935) es un actor estadounidense. Fue nominado a un premio Óscar al mejor actor de reparto por su interpretación en la película de 1980 Ordinary People. También fue nominado a cuatro premios Globo de Oro (de los que ganó uno), un premio SAG, tres premios Primetime Emmy (de los que ganó uno) y tres premios Tony (de los que ganó dos). Ha trabajado en películas como A Beautiful Mind, Rocky Marciano, Independence Day, Man on the Moon, entre otras.

## Filmografía
| Año  | Título                       | Papel                     |
| ---- | ---------------------------- | ------------------------- |
| 1971 | Jump                         |                           |
| 1973 | Serpico                      | Policía                   |
| 1978 | King of the Gypsies          | Groffo                    |
| 1980 | Ordinary People              | Dr. Tyrone C. Berger      |
| 1983 | Without a Trace              | Detective Al Manetti      |
| 1984 | The Goodbye People           | Arthur Korman             |
| 1984 | Teachers                     | Roger Rubell              |
| 1988 | Running on Empty             | Arthur Pope/Paul Manfield |
| 1996 | Independence Day             | Julius Levinson           |
| 1999 | Out of the Cold              | Leon Axelrod              |
| 1999 | Man on the Moon              | Alex Rieger               |
| 2001 | A Beautiful Mind             | Dr. Helinger              |
| 2004 | Zeyda and the Hitman         | Gideon Schub              |
| 2006 | Brother's Shadow             | Leo Groden                |
| 2011 | Tower Heist                  | Mr. Simon                 |
| 2011 | The Muppets                  | Él mismo                  |
| 2011 | This Must Be the Place       | Mordecai Midler           |
| 2013 | Altered Minds                | Dr. Nathan Shellner       |
| 2014 | Sharknado 2: The Second One  | Ben                       |
| 2016 | Independence Day: Resurgence | Julius Levinson           |
| 2017 | The Meyerowitz Stories       | L.J. Shapiro              |
| 2019 | Diamantes en bruto           | Gooey                     |
| 2022 | Los Fabelman                 | Boris Schildkraut         |

## Premios y nominaciones
Premios Óscar
| Año  | Categoría              | Película        | Resultado |
| ---- | ---------------------- | --------------- | --------- |
| 1981 | Mejor actor de reparto | Ordinary People | Nominado  |
| 2023 | Mejor actor de reparto | Los Fabelman    | Nominado  |

- 1983: Primetime Emmy al Mejor actor - Serie de comedia por Taxi
- 1986: Premio Tony al Mejor actor principal en una obra de teatro por I'm Not Rappaport
- 1989: Globo de oro al Mejor actor de serie de televisión - Comedia o musical por Dear John
- 1992: Premio Tony por Conversations with My Father